# 米勒鎮區 (伊利諾伊州拉薩爾縣)
米勒鎮區（英語：Miller Township）是位於美國伊利諾伊州拉薩爾縣的一個行政鎮區。

## 地方資料
根據2010年美國人口普查的數據，米勒鎮區的面積為91.10平方千米，當中陸地面積為91.10平方千米，而水域面積為0.00平方千米。當地共有人口606人，而人口密度為每平方千米6.65人。